# Antennarius monodi
Antennarius monodi ist der erste beschriebene fossile Anglerfisch (Antennariidae) und stammt aus dem oberen Miozän (Messinium). Er soll der rezenten Art Senegal-Anglerfisch (Fowlerichthys senegalensis) nahestehen und zur Antennarius ocellatus-Gruppe (heute Gattung Fowlerichthys) gehören. Er bildet nach Ansicht der Erstbeschreiber das Missing Link der Gattung Antennarius und wäre nach dieser Einordnung das älteste je gefundene Exemplar der Gattung. Die Art wurde nach dem französischen Meereszoologen Théodore Monod benannt.

## Merkmale
Der Körper ist kurz, kugelig und seitlich zusammengedrückt. Auf Grund der Kieferknochen nimmt man an, dass Antennarius monodi ein großes, schräges oder fast senkrechtes Maul hatte. Die Wirbelsäule ist sigmoid und besteht aus 20 Wirbeln, wobei der letzte Wirbel mit der großen Hypuralplatte verwachsen ist, welche eine tiefe Kerbe besitzt. Der Kiemendeckel ist dreieckig und hat einen tief eingeschnittenen hinteren Rand. Die Knochen um den Kiemendeckel ähneln sehr denen von Antennarius senegalensis. Der Kopf, der Körper und die Flossen des Fisches sind vollständig mit eng zusammenstehenden Hautstacheln übersät.
Antennarius monodi besitzt 13 dorsale und 8 anale Flossenstrahlen.

## Lebensweise
Aufgrund der morphologischen Beschreibung und der vorgefundenen Sedimente und Sedimentgesteine wird angenommen, dass Antennarius monodi in Küstennähe im tropischen Atlantik in weniger als 90–100 m Tiefe auf schlammigen Böden lebte.

## Fundort
Der Holotyp und einzige Fund dieser Art stammt aus Raz-el-Aïn in der Nähe von Oran im Westen Algeriens und wurde dort 2005 von Giorgio Carnevale und Theodore W. Pietsch entdeckt. Er befindet sich nun im französischen Muséum national d’histoire naturelle in Paris (MNHN ORA388).